# Kloster i Stockholm

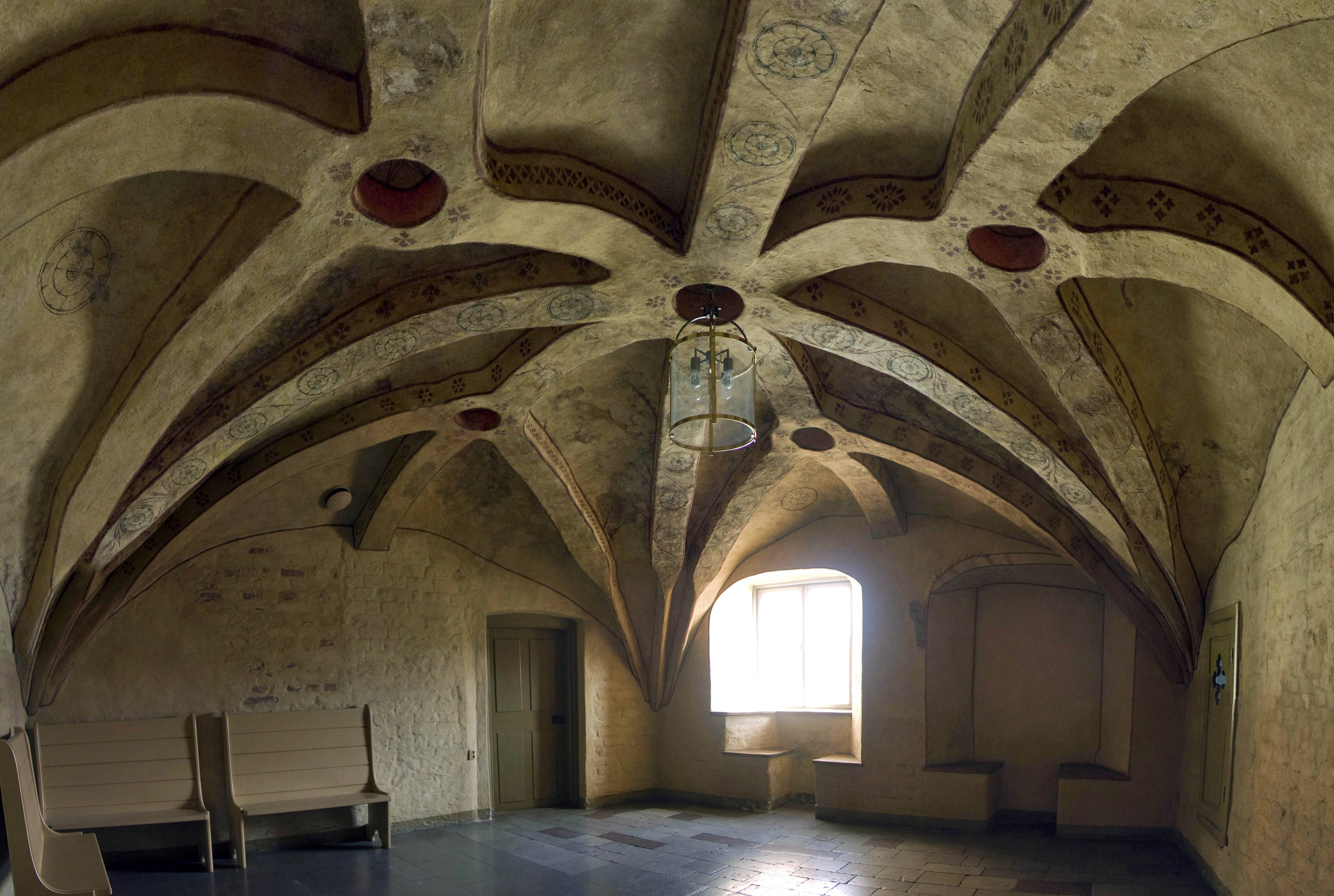
Bevarat rum från Gråbrödraklostret i Östra gymnasiehuset.

Kloster i Stockholm fanns under medeltiden från 1200-talet fram till Gustav Vasas reduktion på 1500-talet. 
Gråbrödraklostret uppstod kring 1270 och Klara nunnekloster 1289, båda genom donationer av Magnus Ladulås. Johanniterorden inledde sin verksamhet i Stockholm 1334 och Svartbrödraklostret grundades 1336; dessa båda genom kung Magnus Erikssons bistånd.
Klosterbyggnaderna finns avbildade bland annat på Blodbadsplanschen (1524) och några även på Vädersolstavlan (1535). De flesta av byggnaderna revs efter reduktionen, och idag återstår utöver arkeologiska lämningar Gråbrödernas kyrka (Riddarholmskyrkan) och några källarvalv.

## Historik

### Gråbröderna

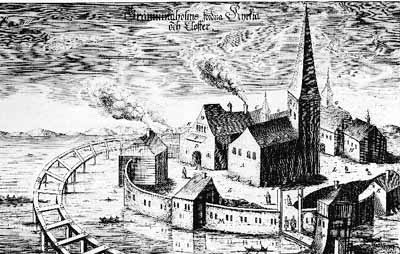
Gråbrödraklostret på Blodbadsplanschen 1524.

Gråbrödra- franciskanklostret på Gråmunkeholm (nuvarande Riddarholmen) sägs vara anlagt av Magnus Ladulås, men fundationsbrevet saknas. Det äldsta bevarande gåvobrevet från 7 oktober 1286 gäller inte nämnda holme, utan vattnet mellan densamma och staden, och det förbjöds att utanför själva klosterplatsen uppföra någon byggnad utan tillstånd av ordens minister provincialis, då holmen getts bröderna för att användas för deras behov. 
Ur klostrets historia kan ytterligare anföras att konungarna Magnus Eriksson och Håkan 1362 påbjöd att hövitsmännen i Stockholm årligen skulle ge klostret vax, öl, bröd, sill med mera då gråbröderna firade Magnus Ladulås årsmot.
Utom Gråmunkeholmen ägde klostret en del gårdar; så gav Gustaf Karlsson (Gumsehuvud) 28 september 1475 gråbröderna två gårdar på Lederne (nuvarande Kungsholmen), för vilken gåva mässor skulle hållas vid Sankta Katarinas altare "nordväst i kyrkan". 
I klostret hölls, särskilt mot medeltidens slut, många sammankomster av regeringen, varvid såväl rättegångs- som riksärenden handlades.

### Klarissinnorna

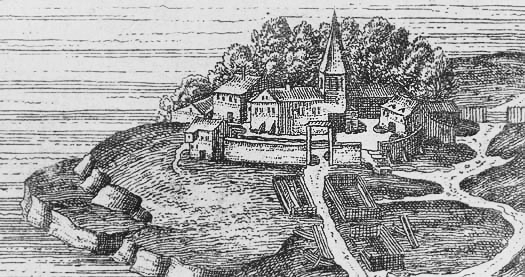
Klara kloster avbildat på Blodbadsplanschen 1524.

Sankta Klara kloster var ett medeltida svenskt katolskt nunnekloster inom Sankta Klaras orden som låg där S:ta Klara kyrka i Stockholm idag ligger. 
Klostret grundades 1289 och uppkallades efter Klara av Assisi. Genom Magnus Ladulås generösa donationer fick nunneklostret tillgång till mark långt utanför stadens gränser (Stadsholmen). Vid grundandet lät Magnus Ladulås placera sin sexåriga dotter, Rikissa Magnusdotter av Sverige i klostret, där hon senare (1335) skulle komma att bli dess abbedissa.
Klostret revs vid reduktionen 1527 och stenarna användes till att förstärka stadens försvarsmurar; däribland förmodligen Birger jarls torn.

### Johanniterna

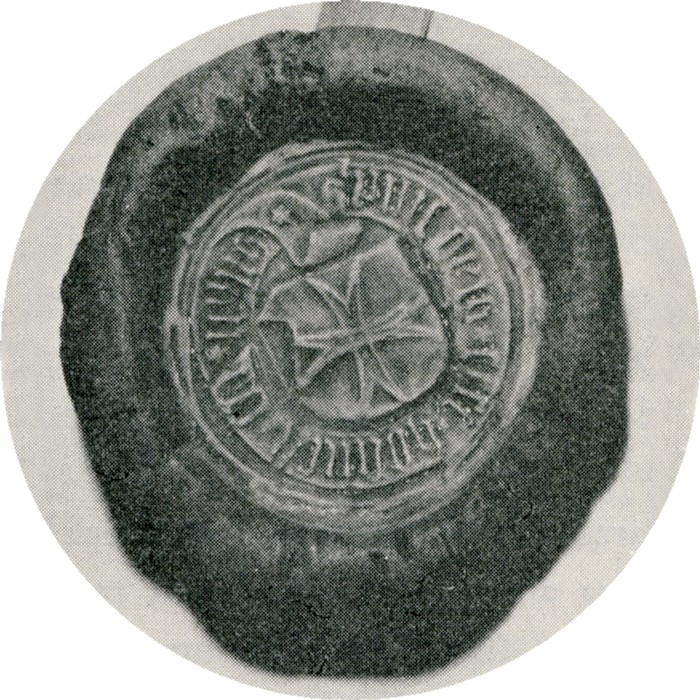
Sigill tillhörande provisorn vid S:t Johanneskyrkan.

Till det kloster, som Johanniterorden sedan slutet av 1100-talet ägde i Eskilstuna, hörde ett slags klosteranläggning eller hemvist för munkarna, "Eskilstunabröderna", beläget på Helgeandsholmen utanför det dåtida Stockholm (nuvarande Staden inom broarna). Klostret i Eskilstuna erhöll nämligen 1334 av konung Magnus Eriksson en tomt på nämnda holme, sedermera kallad Munkagården, där även äldre personer fick vistas mot avgift under sina återstående dagar. 
År 1490 upplät munkarna till Stockholms stad all den grund och byggning, som deras konvent och kloster tillhörde på Helgeandsholmen västan före helgeandshuset vid stadsporten. År 1516 erhöll staden ytterligare några byggnader på tomten, antagligen återstoden av vad klostret ägde sedan 1490 års affär. 
Sannolikt flyttade johanniterna efter sistnämnda år in i staden och uppförde där en kyrka, antagligen på östra sidan av Österlånggatan i hörnet till Johannesgränd. Kyrkan nämnes 1505 under namnet Nykyrkan och var tydligen identisk med Sankt Johanneskyrkan, som synes ha varit en verklig klosterkyrka, hörande till Johanniterorden. Reformationen gjorde snart slut på den nya klosterkyrkans existens.

### Svartbröderna

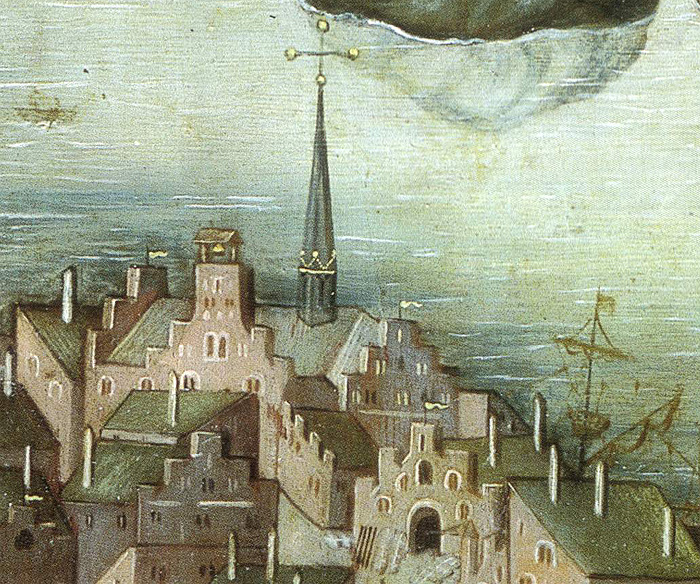
Dominikanerkyrkan på Vädersolstavlan 1535.

Svartbrödraklostret eller dominikanklostret låg i Staden inom broarna i nuvarande kvarteret Juno vid Svartmangatan, som uppkallats efter svartbröderna. Klostrets tillkomsttid är inte med full säkerhet känd; men 17 april 1289 köpte dominikanerna en egendom nära Söderbro, där ett hospis skulle inrättas för dominikanerna från Sigtuna, när de var i Stockholm. Denna egendom uppgick sannolikt i klostertomten; det förmäles dock i Diarium fratrum minorum Stockholmensium, att kung Magnus Eriksson 1335 skulle ha gett en tomtplats åt bröderna. 
Några år senare erhöll konungen genom supplik 24 juli 1343 hos påven Klemens VI tillstånd att grundlägga en inrättning med kapell och övriga byggnader för bröderna; men ännu i början av 1400-talet verkar kyrkan inte vara fullbordad, eftersom påven Bonifatius IX 23 december 1401 lovade avlat åt dem, som på vissa högtidsdagar besökte denna kyrka och bidrog till dess fullbordande. 1407 rasade en så svår brand, att åtskilliga byggnader jämte biblioteket förstördes och flera bröder omkom. Därefter torde nya byggnader ha uppförts. 
Klostret var ofta, i likhet med gråbrödraklostret och gillestugorna, mötesplats vid viktiga politiska underhandlingar; så valdes där 1501 Sten Sture för andra gången till riksföreståndare. Klosterkomplexen, inom nuvarande kvarteret Juno och kanske även en del av kvarteret Venus, tycks i norr haft en kyrkogård och söder därom låg klosterkyrkan, antagligen inom nuvarande Svartmangatan nummer 18 och 20. Söderut om klosterkyrkan låg klostergården och en del ekonomibyggnader. Ännu i slutet av 1800-talet fanns källarvalv med krysshvälvda tak kvar. 
Genom reformationsreduktionen indrogs klostret till kronan och nedbröts 1547, och teglet fördes till slottet. Klostrets rikedom under medeltiden var ej obetydlig till följd av en mängd gåvor. Så gav 1494 fru Brita Olovsdotter (Tott) på Hammersta, änka efter Erengisle Nilsson d.y., till klostret gården Lederne i Solna socken. Torstuna härad var prediko- och underhållsområde för svartbröderna.

## Efter medeltiden
Birgittasystrarna återfinns sedan 1919, och med Birgittasystrarnas klostret i Djursholm sedan 1923. Johanniterna återfinns sedan 1919 som en riddarorden. Franciskanerna och Kapucinbröderna har verksamhet i Nacka. Dominikansystrarna har kommuniteter i Vasastan och Fruängen. Jesuiterna har verksamhet inom ramen för Sankta Eugenia katolska församling.